# Долішні Танчевці
Долішні Та́нчевці (болг. Долни Танчевци) — село у Великотирновській області Болгарії. Входить до складу общини Єлена.

## Населення
За даними перепису населення 2011 року у селі проживали 0 осіб.
Динаміка населення: